# Grumezoaia, Vaslui
Grumezoaia este un sat în comuna Dimitrie Cantemir din județul Vaslui, Moldova, România.

## Istorie
Grumezoaia este un sat cu vechime și face parte din comuna Dimitrie Cantemir, județul Vaslui.

### Stejarul lui Tolontan
La locul numit Tolontan, există un stejar impunător, de peste 400 de ani vechime, care are o coroană cu un diametru de peste 35 m și o înălțime de 30 m. Acest arbore este înalt, cu ramuri puternice, noduroase, coroană largă și bogată. Scoarța stejarului este de culoare brun-negricioasă, aspră, adânc brăzdată. Frunzele sunt lobate, cu 4-8 perechi de lobi. Pețiolul este scurt (4-8 cm). Stejarul înflorește în luna mai. Fructul este achenă (ghindă).
Termenul stejar este probabil de origine tracică. În trecut lingviștii români i-au atribuit, eronat, origine maghiară sau bulgărească, însă Dimitrie Cantemir îl menționează în Descrierea Moldovei ca fiind un cuvânt inexistent în maghiară sau bulgară.
Lemnul de stejar este lemn prețios, de calitate superioară, mai ales dacă este uscat corespunzător. Primăvara, când stejarul adormit se trezește din somnul de iarnă și apar primele frunze, începe ciclul anual. Apare o abundență de insecte în copac, care la rândul său atrage animalele și păsările insectivore. Există 100 de specii de fluturi de noapte mai mari, dintre care mulți și-au primit numele după acest copac. Ex. fluturele alb al stejarului; cârligul stejarului; câinele stejarului. Păsările au zonă de operare specifică: pitulicea mică, pițigoiul albastru și pițigoiul mare, cintezoii și silviile de pădure ocupă vârful copacului. Pe trunchiul robust al stejarului, țiclenii, ciocănitoarele pătate mici și mari. Pe vremuri, în locul în care se află astăzi satul Grumezoaia se afla o mare pădure de stejar. De obicei aceste păduri se întind în zonele cu altitudine de până la 700-800 m. În zonele joase, ele sunt formate din stejar în amestec cu cer sau garniță (rude cu stejarul).

## Muzeul satului
În acest sat mai poate fi vizitat și muzeul satului, în incinta căruia se află diverse lucruri țărănești din cele mai vechi timpuri. Muzeul poartă numele „Tasia Andronic”. Cel care se ocupă în prezent, în 2015, de îngrijirea sa este Mihai Enache, profesor de istorie la Școala de Arte și Meserii Hurdugi. Inventarul bogat, deși expus cum se poate mai bine în două săli, sala „Prof. Vasile Lascăr” în stânga și sala „Prof. Vasile Iliescu” în dreapta, este înghesuit din lipsă de spațiu, motiv pentru care ar fi necesară o construcție nouă. Actuala clădire este din 1903, iar muzeul funcționează aici din 1968. Lipsa de spațiu îl face pe profesorul Mihai Enache să recunoască faptul că obiectele sunt așezate alandala. În curtea muzeului se mai află amplasată o scenă destinată spectacolelor de muzică populară.

## Mănăstirea Dimitrie Cantemir
Mănăstirea Dimitrie Cantemir este monument istoric ce datează din anul 1692, așa cum reiese din niște Hrisoave ale moșiei Urlați, ctitorie a marelui voievod și cărturar umanist Dimitrie Cantemir, domn al Moldovei, în perioada martie–aprilie 1693 și anii 1710–1711, iar din punct de vedere geografic este așezată în Podișul Moldovei, în județul Vaslui, pe străvechi meleaguri încărcate de istorie și spiritualitate ortodoxă. Locul pe care s-a ridicat mănăstirea a fost dat de către Ștefan cel Mare, domnitorul Moldovei, unui ostaș erou al său, cu numele de Stan Posatnicu, ca răsplată pentru faptele de mare vitejie ce le-a făcut în războaiele cu turcii. Așezarea, care a luat ființă în jurul mănăstirii, poartă numele de Grumezoaia, actualmente sat, parte componentă a comunei Dimitrie Cantemir. Săpăturile făcute de către un fost moșier pe nume Gheorghe Tutoveanu, ce avea moșiile în jurul mănăstirii, au scos la iveală o pereche de râșnițe de piatră și monede romane datând din timpul lui Antonius Pius (138-161), ce atestă valoarea istorică a acestor locuri.
În această zonă găsim cele mai vechi așezări răzeșești în care a existat o intensă viață boierească ce a dat țării două familii domnitoare: Cantemir și Cuza, așa cum reiese și din lucrarea intitulată “Surate și Izvoade”, uricul tradus din sârbește de prof. Gheorghe Ghibănescu. Din comuna Dimitrie Cantemir mai face parte și satul Urlați, așezare atestată documentar în anul 1507 în uricul dat de Bogdan Vodă, sat ce se găsea la marginea Siliștenilor, un alt sat cu veche tradiție, locul de obârșie al familiei Cantemir, localitate ce a dispărut în timp.
Biserica actuală a mănăstirii ctitorită de Domnitorul Dimitrie Cantemir a fost construită pe locul unei alte biserici datând din perioada lui Ștefan cel Mare. Ea a fost construită în poiana unei păduri seculare, după vechea tradiție, prin care se spune că Domnitorul trăgea cu arcul, iar în locul unde se înfige săgeata, se așeză Masa Sfântului Altar al bisericii. Dovadă că și astăzi se poate admira acel trunchi de stejar multisecular unde s-a înfipt săgeata.
Interiorul bisericii păstrează icoane vechi și valoroase din sec.XVII – XVIII pictate atât pe lemn în ulei, cât și pe piele și pânză. Catapeteasma este pictată pe piele, scoțând în relief icoanele praznice și ale prorocilor, iar în partea de jos a catapeteasmei se găsesc icoanele mari împărătești pictate pe lemn. Biserica are formă de navă, arhitectura specifică bisericilor din Moldova, cu partea inferioară (de la intrare) ridicată în forma de turn, care servește drept clopotniță. Acest lăcaș de cult a servit drept adăpost și sprijin în momente de durere ale familiei Cantemir, adăpostind odoare bisericești aduse de la Silișteni. După evenimentele de la 1711, când în lupta de la Stănilești oastea domnitorului Dimitrie Cantemir și armata țarului Petru I al Rusiei este înfrântă de către armata otomană, Dimitrie Cantemir se refugiază în Rusia, devenind cu timpul consilier apropiat și senator imperial al țarului. După refugiul domnitorului, un alt membru al familiei, rămas în țară, pe numele Antioh Cantemir, fratele lui Dimitrie Cantemir, care a fost și el domnitor al Moldovei în două rânduri, continuă nobila tradiție a familiei Cantemir de ctitor al acestei mănăstiri prin donații de moșii și odoare bisericești. În această mănăstire s-a găsit și un pomelnic al ctitorilor care în decursul anilor au adus îmbunatățiri acestui sfânt lăcaș. Pomelnicul datează din anul 1666, septembrie 2, fiind copiat de către preotul Ștefan Focșa. Originalul pomelnicului a fost luat de către părintele Vasile Lascăr, care a lucrat la monografia satului și a adunat un material imens, ce ulterior a dispărut după moartea sa.
Viața monahală a acestei mănăstiri a început cu mult timp înainte de anul 1666, an care rămâne ca sursă de atestare a pomelnicului amintit mai sus, în care sunt specificate numele ctitorului, fapt ce denotă o intensă trăire a vieții spirituale din acest străvechi așezământ românesc. Mănăstirea a funcționat ca chinovie de monahi până în anul 1802, iar după aceea, ca mănăstire de maici. Dintre nenumăratele vitregii ce s-au abătut asupra acestui sfânt lăcaș, amintim epidemia de holeră care a secerat viețile multor maici, epidemie ce a avut loc în anul 1855. Din acest an și până în anul 1906, viața spirituală monahală a mănăstirii a continuat, însuflețind duhovnicește pe creștini. În această perioadă, viața monahală a fost întreruptă din cauza evenimentelor istorice, cele două războaie mondiale, venirea la putere a regimului ateu-comunist care a desființat în mod abuziv Episcopia Hușilor de care aparținea mănăstirea. Aceasta a dus la degradarea și dispariția clădirilor existente, supraviețuind intemperiilor doar biserica, care, din bunăvoința localnicilor, a fost în nenumărate rânduri reparată. Viața monahală s-a întrerupt, dar, spre cinstea localnicilor, evlavia către acest sfânt lăcaș a rămas în continuare vie, prin frumoasele tradiții de procesiuni religioase cu icoane ale preoților din împrejur, ce veneau aici împreună cu credincioșii în vreme de secetă pentru a se ruga la Bunul Dumnezeu.
Astăzi, datorită transformărilor suferite pe plan economic, social și politic, Biserica Ortodoxă Română, împreună cu membrii Sfântului Sinod, aprobă cererea de reînființare a Episcopiei Hușilor, numindu-l în fruntea ei pe Prea Sfințitul Ioachim Mareș. 
Prin grija părintească a Prea Sfințitului Ioachim, Episcop al Hușilor, de a reînființa vechile centre monahale, de o atenție deosebită s-a bucurat și se bucură Mănăstirea Dimitrie Cantemir, care prin binecuvântarea sa, și-a început lucrările de reconstrucție. La 24 iunie 1997, Prea Sfințitul Ioachim a sfințit locul unei noi biserici cu hramul Sfântului Mare Mucenic Dimitrie Izvorătorul de Mir, în memoria ctitorului domnitor Dimitrie Cantemir.